# Athlītikos Podosfairikos Syllogos Atromītos Athīnōn 1923 2019-2020
Questa voce raccoglie le informazioni riguardanti l'Athlītikos Podosfairikos Syllogos Atromītos Athīnōn 1923 nelle competizioni ufficiali della stagione 2019-2020.

## Rosa
| N. |                                 | Ruolo | Calciatore                |
| -- | ------------------------------- | ----- | ------------------------- |
| 3  | Grecia (bandiera)               | D     | Alexandros Katranīs       |
| 4  | Grecia (bandiera)               | D     | Dīmītrīs Goutas           |
| 5  | Israele (bandiera)              | D     | Tal Kachila               |
| 6  | Grecia (bandiera)               | C     | Charilaos Charisīs        |
| 7  | Bosnia ed Erzegovina (bandiera) | C     | Azer Bušuladžić           |
| 8  | Argentina (bandiera)            | C     | Javier Umbides (capitano) |
| 9  | Grecia (bandiera)               | A     | Giōrgos Manousos          |
| 10 | Francia (bandiera)              | C     | Clarck N'Sikulu           |
| 12 | Brasile (bandiera)              | D     | Rodrigo Galo              |
| 14 | Grecia (bandiera)               | C     | Thanasīs Androutsos       |
| 15 | Brasile (bandiera)              | C     | Madson                    |
| 16 | Ungheria (bandiera)             | P     | Balázs Megyeri            |
| 17 | Ungheria (bandiera)             | A     | Roland Ugrai              |

| N. |                       | Ruolo | Calciatore           |
| -- | --------------------- | ----- | -------------------- |
| 18 | Spagna (bandiera)     | C     | Raúl Baena           |
| 19 | Grecia (bandiera)     | D     | Kyriakos Kivrakidīs  |
| 20 | Grecia (bandiera)     | A     | Petros Giakoumakīs   |
| 21 | Grecia (bandiera)     | C     | Iraklīs Garoufalias  |
| 27 | Grecia (bandiera)     | A     | Georgios Daviotis    |
| 28 | Grecia (bandiera)     | C     | Spyros Natsos        |
| 29 | Grecia (bandiera)     | D     | Stefanos Stroungīs   |
| 33 | Grecia (bandiera)     | P     | Christos Theodorakis |
| 35 | Grecia (bandiera)     | P     | Christos Mandas      |
| 39 | Grecia (bandiera)     | A     | Apostolos Vellios    |
| 40 | Grecia (bandiera)     | A     | Ronaldo Shani        |
| 44 | Grecia (bandiera)     | D     | Spyros Risvanīs      |
| 55 | Portogallo (bandiera) | D     | Talocha              |